# Diecezja Austin

Herb

Diecezja Austin (łac. Dioecesis Austiniensis, ang. Diocese of Austin) jest diecezją Kościoła rzymskokatolickiego w metropolii Galveston-Houston w Stanach Zjednoczonych w środkowej części stanu Teksas.

## Historia
Diecezja została kanonicznie erygowana 15 listopada 1947 przez papieża Piusa XII. Wyodrębniono ją z terenów ówczesnych diecezji Galveston, Dallas i San Antonio. Pierwszym ordynariuszem został dotychczasowy kanclerz diecezji Galveston Louis Joseph Reicher (1890-1984). 16 października 1961 diecezja utraciła część terytoriów na rzecz nowo powstałej diecezji San Angelo.

## Główne świątynie
- Katedra: Katedra Najświętszej Maryi Panny w Austin

## Ordynariusze
- Louis Joseph Reicher (1947–1971)
- Vincent Madeley Harris (1971–1985)
- John Edward McCarthy (1985–2001)
- Gregory Aymond (2001–2009)
- Joe Vásquez (2010–2025)
- Daniel Elias Garcia (od 2025)